# Danuta Michałowska

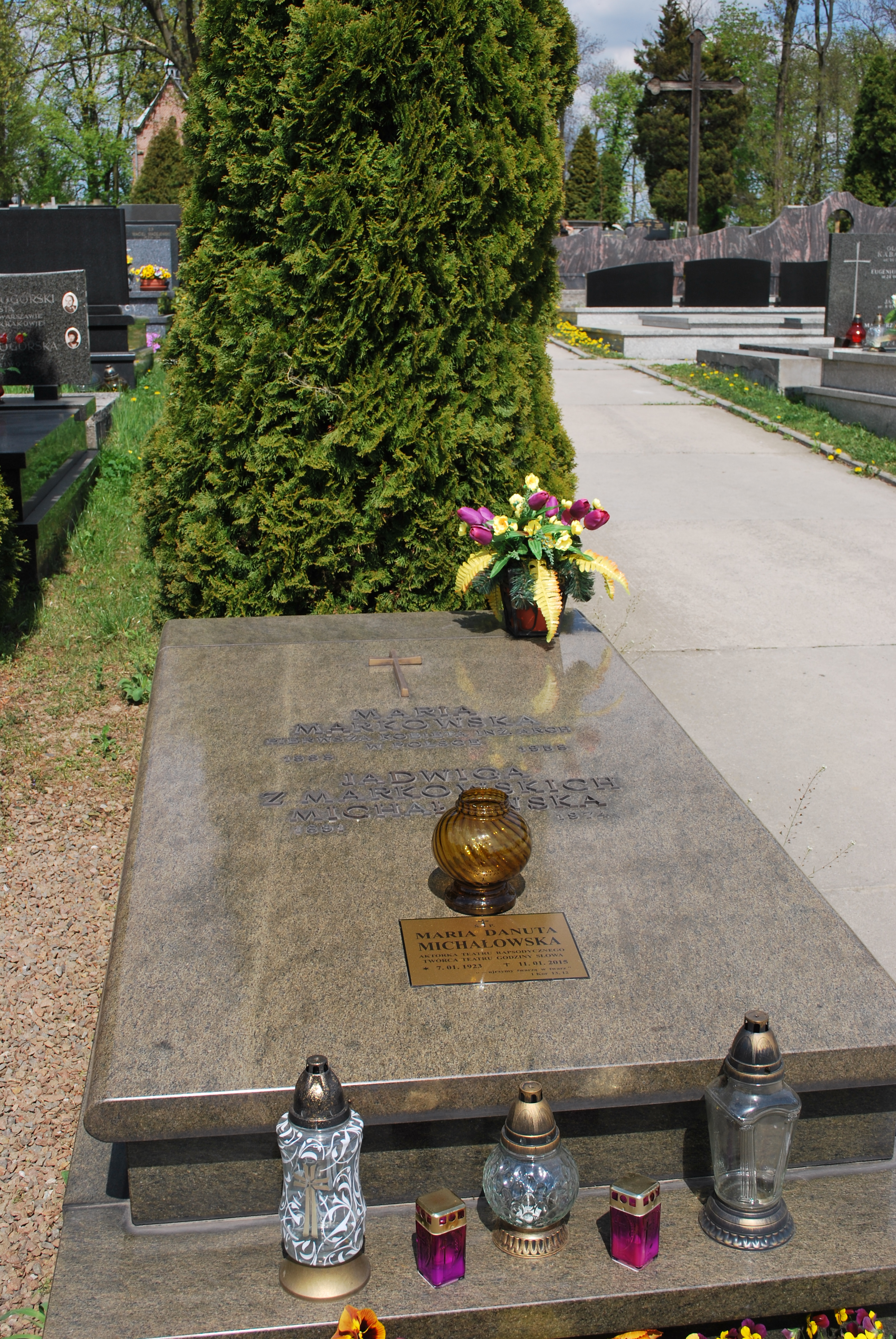
Grób Danuty Michałowskiej na cmentarzu Salwatorskim

Danuta Michałowska, właśc. Maria Danuta Michałowska (ur. 7 stycznia 1923 w Krakowie, zm. 11 stycznia 2015 tamże) – polska aktorka, deklamatorka, reżyser teatralny, pedagog.

## Życiorys
Urodziła się w rodzinie Narcyza Michałowskiego, doktora praw, i Jadwigi Michałowskiej, urzędniczki. Nauki gry aktorskiej pobierała u Juliusza Osterwy.
Podczas II wojny światowej, w 1941 związała się z konspiracyjnym Teatrem Rapsodycznym Mieczysława Kotlarczyka, gdzie grała i zaprzyjaźniła się z Karolem Wojtyłą, późniejszym papieżem Janem Pawłem II. Aktorka była też pierwszą interpretatorką poezji Karola Wojtyły. Po zakończeniu działalności Teatru Rapsodycznego w 1953 zaczęła występować w Teatrze Starym. Po reaktywacji Teatru Rapsodycznego w 1957 ponownie znalazła się w jego zespole, a po powtórnej jego likwidacji zaczęła wykładać (1961) w krakowskiej PWST. W 1963 roku została docentem, później profesorem nadzwyczajnym, a w czerwcu 1980 profesorem zwyczajnym. Trzykrotnie pełniła funkcję prorektora (1966–1969; 1974/75; 1978–1981), a w latach 1981–1984 była rektorem tej uczelni. Uczyła wymowy scenicznej, interpretacji wiersza i monologów klasycznych. Jej studentami byli m.in.: Wojciech Pszoniak, Olgierd Łukaszewicz, Jan Frycz i Krzysztof Globisz. W 1961 założyła Teatr Jednego Aktora, który po wyborze Wojtyły na papieża przekształciła w teatr religijny, zmieniając m.in. jego nazwę na Teatr Jednego Słowa.
W swoim dorobku scenicznym miała m.in. role Tatiany w Eugeniuszu Onieginie A. Puszkina, Telimeny w Panu Tadeuszu A. Mickiewicza, Muzy Wschodu w Beniowskim J. Słowackiego, Magdaleny w Domu Bernardy Alby F.G. Lorki i Szimeny w Cydzie P. Corneille’a. W 1994 opublikowała pracę O podstawach polskiej wymowy scenicznej.
16 kwietnia 2008 podczas uroczystej sesji Rady Miasta Krakowa otrzymała Honorowe Obywatelstwo Stołecznego Królewskiego Miasta Krakowa.
Zmarła w Krakowie, pochowana 16 stycznia 2015 na cmentarzu parafialnym na Salwatorze (sektor R-4-22), nabożeństwu żałobnemu przewodniczył kardynał Stanisław Dziwisz.

## Ordery i odznaczenia
- Krzyż Kawalerski Orderu Odrodzenia Polski (1977)
- Medal 10-lecia Polski Ludowej (28 stycznia 1955)[4]
- Złoty Medal „Zasłużony Kulturze Gloria Artis” (30 października 2007)[5][6]
- Odznaka „Zasłużony Działacz Kultury” (1963)
- Złota Odznaka „Za Pracę Społeczną dla miasta Krakowa” (1965)[7]